# Aedes mohani
Aedes mohani är en tvåvingeart som beskrevs av Knight 1969. Aedes mohani ingår i släktet Aedes och familjen stickmyggor. Inga underarter finns listade i Catalogue of Life.